# Смърфовете (сериал)
„Смърфовете“ (на английски: The Smurfs) е американско-белгийски анимационен фентъзи комедиен сериал, който се излъчва по NBC от 12 септември 1981 г. до 2 декември 1989 г. Продуциран от Hanna-Barbera Productions, базиран е на едноименната комиксова поредица, създадена от карикатуриста Пейо (който също служи като ръководител на историята на тази адаптация), и се излъчва над 258 епизода с общо 419 истории, включително три отделни и седем специални епизода.

## Епизоди
| Сезони | Сезони  | Епизоди | Сегменти | Оригинално излъчване | Оригинално излъчване |
| Сезони | Сезони  | Епизоди | Сегменти | Първо излъчване      | Последно излъчване   |
| ------ | ------- | ------- | -------- | -------------------- | -------------------- |
|        | 1       | 26      | 39       | 12 септември 1981 г. | 5 декември 1981 г.   |
|        | 2       | 36      | 46       | 18 септември 1982 г. | 4 декември 1982 г.   |
|        | 3       | 32      | 55       | 17 септември 1983 г. | 26 ноември 1983 г.   |
|        | 4       | 26      | 48       | 15 септември 1984 г. | 17 ноември 1984 г.   |
|        | 5       | 24      | 40       | 21 септември 1985 г. | 9 ноември 1985 г.    |
|        | 6       | 36      | 61       | 13 септември 1986 г. | 29 ноември 1986 г.   |
|        | 7       | 36      | 65       | 19 септември 1987 г. | 5 декември 1987 г.   |
|        | 8       | 16      | 24       | 10 септември 1988 г. | 29 октомври 1988 г.  |
|        | 9       | 26      | 41       | 9 септември 1989 г.  | 2 декември 1989 г.   |
|        | Спешъли | 7       |          | 19 юни 1981 г.       | 13 декември 1987 г.  |

## В България
В България сериалът първоначално е излъчен по Първа програма на Българската телевизия през 1989 година с български дублаж. Ролите се озвучават от Венета Зюмбюлева, Любомир Младенов, Игор Марковски и много други.
На 16 април 2011 г. започва отново по обновения БНТ 1, всяка събота от 19:30 ч. Екипът се състои от:
| Обработка          | Главна редакция „КИНО“                                                                              |
| ------------------ | --------------------------------------------------------------------------------------------------- |
| Преводач           | Венета Маринова                                                                                     |
| Редактор           | Веселина Пършорова                                                                                  |
| Тонрежисьор        | Елена Симеонова                                                                                     |
| Озвучаващи артисти | Елена Русалиева Милица Гладнишка Александър Воронов Здравко Методиев Живко Джуранов Николай Николов |

През 2016 г. и 2017 г. се повтаря по bTV Comedy с трети български дублаж, записан в студио Медиа Линк. Ролите се озвучават от Цветослава Симеонова, Явор Караиванов, Сава Пиперов, Живко Джуранов и Петър Бонев.
През 2021 г. се излъчва отново по SuperToons с четвърти български дублаж, записан в студио „Про Филмс“. Екипът се състои от:
| Преводач            | Николай Георгиев                                                             |
| Тонрежисьори        | Детелина Ралчевска Марио Иванов                                              |
| Режисьор на дублажа | Анна Тодорова                                                                |
| Озвучаващи артисти  | Елисавета Господинова Явор Караиванов Живко Джуранов Росен Русев Петър Бонев |

В някои епизоди Елисавета Господинова и Петър Бонев са заместени от Диляна Спасова и Симеон Дамянов.